# Frank Zappa Meets the Mothers of Prevention
Frank Zappa Meets the Mothers of Prevention è il quindicesimo album in studio di Frank Zappa pubblicato nel 1985.

## Il disco
Pubblicato il 21 novembre 1985 e ripubblicato su CD nel 1995, l'album è sin dal titolo un attacco alla P.M.R.C., all'epoca impegnata nel vincolare le compagnie discografiche a pubblicare il "Parental Advisory", un adesivo apposito per gli album di contenuto ritenuto in qualche forma offensivo. Tra i pezzi che Zappa, storico difensore della libertà di espressione in campo musicale, incluse in tale album vi è anche Porn Wars, un collage di oltre dodici minuti comprendente pezzi audio dalle audizioni del PMRC al Senato americano. Tale traccia fu inizialmente inclusa soltanto nella versione destinata al mercato statunitense, in quanto Zappa ne riteneva il contenuto di scarso interesse al di fuori degli Stati Uniti, sostituendola nell'edizione per il mercato estero (nota come "Edizione Europea") con tre pezzi aggiuntivi: I Don't Even Care e gli strumentali al synclavier One Man, One Vote e H.R. 2911, che poi altro non è che il tema musicale di Porn Wars (e il titolo è anch'esso un riferimento alla medesima tematica affrontata nella stessa Porn Wars). I brani non compresi nella versione americana furono inizialmente pubblicati su un unico CD con Jazz from Hell; le edizioni successive del disco in questione unirono finalmente tutte e dieci le tracce.

## Tracce

### Edizione Originale Americana (1985)
Lato A
1. We're Turning Again – 4:55 (Frank Zappa)
2. Alien Orefice – 4:03 (Frank Zappa)
3. Yo Cats – 3:31 (Frank Zappa/Mariano)
4. What's New in Baltimore? – 5:21 (Frank Zappa)

Durata totale: 17:50
Lato B
1. Little Beige Sambo – 3:02 (Frank Zappa)
2. Porn Wars – 12:04 (Frank Zappa)
3. Aerobics in Bondage – 3:16 (Frank Zappa)

Durata totale: 18:22

### Edizione Europea (1986)
Lato A
1. We're Turning Again – 4:55 (Frank Zappa)
2. Alien Orefice – 4:03 (Frank Zappa)
3. Yo Cats – 3:31 (Frank Zappa/Mariano)
4. What's New in Baltimore? – 5:21 (Frank Zappa)

Durata totale: 17:50
Lato B
1. I Don't Even Care – 4:43 (Frank Zappa/Watson)
2. One Man - One Vote – 2:36 (Frank Zappa)
3. H.R. 2911 – 3:35 (Frank Zappa)
4. Little Beige Sambo – 3:02 (Frank Zappa)
5. Aerobics in Bondage – 3:16 (Frank Zappa)

Durata totale: 17:12

### Versione CD 1995
1. I Don't Even Care - 4:39 - (Zappa/Watson)
2. One Man, One Vote - 2:35 - (Zappa)
3. Little Beige Sambo - 3:02 - (Zappa)
4. Aerobics in Bondage - 3:16 - (Zappa)
5. We're Turning Again - 4:55 - (Zappa)
6. Alien Orifice - 4:10 - (Zappa)
7. Yo Cats - 3:33 - (Zappa/Mariano)
8. What's New in Baltimore? - 5:20 - (Zappa)
9. Porn Wars - 12:05 - (Zappa)
10. H.R. 2911 - 3:35 - (Zappa)

## Formazione
- Frank Zappa - voce, chitarra e synclavier
- Johnny "Guitar" Watson - voce e chitarra;
- Ike "Thing-Fish" Willis - voce e chitarra;
- Ray White - voce e chitarra;
- Steve Vai - chitarra;
- Tommy Mars - tastiere;
- Bobby Martin - voce e tastiere;
- Scott Thunes - basso;
- Arthur Barrow (non accreditato) - basso;
- Chad Wackerman - batteria;
- Ed Mann - percussioni;
- Moon, Dweezil, Senatore Danfort (R-Missouri), Senatore Hollings (D-Carolina del Sud), Senatore Trible (R-Virginia), Senatore Hawkins (R-Florida), Senatore Exon (D-Nebraska), Senatore Gorton (R-Washington), Senatore Gore (D-Tennessee), Tipper Gore, Reverendo Jeff Ling, Spider Barbour, All-Night John (John Kilgore), Monica (Monica Boscia) - voci.

## Crediti Tecnici
- Frank Zappa - produzione;
- Bob Stone - ingegnere del suono;
- Mark Pinske - ingegnere del suono delle registrazioni dal vivo;
- Bob Rice - assistente al computer;
- Arthur "Midget" Sloatman - manutenzione
- Chris Worf & Jeffery Fey - direzione artistica e design;
- John Dearstyne - illustrazione di copertina;
- Registrato agli UMRK.